# Ървин
За едноименната река вижте Ървин (река).
Ървѝн (произнася се [ər'vin], буквени символи за произношение тук; на английски: Irvine; на шотландски германски: Irvin; на шотландски келтски: Irbhinn) е град (burgh – бъръ, от ок. 1249 г.) в Югозападна Шотландия, Великобритания.

## География
Ървин е административен център на област Северен Еършър. Градът е разположен на брега на залива Фърт ъф Клайд при вливането на река Ървин в морето. Населението се състои от 36 700 жители по преброяването през 2004 г.

## Архитектура
Архитектурата на по-голямата част от сградите в Ървин е в типичния за повечето шотландски градове стил от тесни каменни сгради най-често от 2 до 4 етажа със стръмни покриви и високи комини, строени през 18 – 19 век. През втората половина на 20 век са построени жилищни блокове. Сред архитектурните забележителности на града са сградата на кметството, построена през 1859 г., и Енорийската църква, построена през 1774 г.

## Икономика
Има пристанище и железопътна гара. Друг важен отрасъл в икономиката на града освен транспорта е добивът на каменни въглища. От 1980 до 1999 г. в Ървин има филиал на шведската автомобилостроителна фирма „Волво“. През 1989 г. е открита най-голямата във Великобритания мелница за хартия на финландската фирма „Кюмене“.

## Спорт
Ървин има 2 представителни футболни отбора с аматьорски статут: ФК „Ървин Виктория“ и ФК „Ървин Мийдоу XI“.

## Личности
Родени в Ървин
- Крис Бойд (р. 1983), футболист
- Джон Голт (1779 – 1839), писател
- Хари Екфорд (1775 – 1832), военноморски архитект
- Дейв Макфарлан (1967 – 2013), футболист

Свързани с Ървин
- Робърт Бърнс (1759 – 1796), шотландски поет
- Даниел Дефо (1660 – 1731), английски писател

## Побратимени градове
- Сент Аман ле О, Франция
- Удевала, Швеция